# Richard Keats
Richard Keats (Minneapolis, 8 april 1964) is een Amerikaans acteur.

## Carrière
Keats begon in 1989 met acteren in de televisieserie Not Necessarily the News. Hierna heeft hij nog meerdere rollen gespeeld in televisieseries en films zoals L.A. Heat (1997-1999), The Day the Earth Stood Still (2008) en Arrow (2013-2015).
Keats is ook actief in het theater, hij speelde in onder andere Hamlet, Moonpuppies, Different States, Monsoon Christmas, How the Other Half Loves, Jitters en Michoangelo's Models.

## Filmografie

### Films
Uitgezonderd korte films.
- 2024 Danger in the Dorm - als dj
- 2022 Christmas at the Golden Dragon - als dr. Ari Cohen
- 2021 Ann Rule's Circle of Deception - als rechter Cherkis
- 2018 Gunn - als Sam Foster
- 2016 Monster Trucks - als veldopzichter
- 2016 Cradle of Lies - als dr. Lapointe
- 2012 Hitched for the Holidays - als Bradshaw
- 2008 The Day the Earth Stood Still – als helikopterbioloog
- 2008 The Boy Next Door – als burgemeester Warner
- 2008 Poe: Last Days of the Raven – als dr. Moran
- 2007 Zero Hour – als vader tijd
- 2002 Clubhouse Detectives in Search of a Lost Princess – als Karl
- 2001 Epoch – als verslaggever
- 2000 Shark – als Steven Miller
- 2000 Marlene – als Travis Banton
- 1998 I Got the Hook Up – als Jim Brady
- 1998 The Tiger Woods Story – als makelaar
- 1998 Great White – als Steven Miller
- 1998 Monkey Business – als Jetsin
- 1996 Vendetta – als Donaldson
- 1995 Return to Two Moon Junction – als Burt
- 1995 ...And the Eart Did Not Swallow Him – als schoolhoofd
- 1994 A.P.E.X. – als Nicholas Sinclair
- 1992 Say What? – als acteur
- 1992 Almost Pregnant – als vader met baby
- 1989 Masque of the Red Death – als Leonardo
- 1989 Marked with Murder – als agent

### Televisieseries
Uitgezonderd eenmalige gastrollen.
- 2021 - 2023 Nancy Drew - als rechter Abbott - 5 afl.
- 2013 - 2015 Arrow - als dr. Lockhart - 7 afl.
- 2012 Fairly Legal - als rechter Becker - 2 afl.
- 2007 – 2010 Smallville – als dokter – 3 afl.

- Gemeinsame Normdatei: 1061577414
- Virtual International Authority File: 311636015
- WorldCat: E39PBJhRBgVkqrBqgB38BBBkjC